# Nikola Yordanov
Pour les articles homonymes, voir Yordanov.
Nikola Yordanov (bulgare : Никола Йорданов), né le 23 octobre 1938 à Roussé en Bulgarie et mort le 31 juillet 1991 dans la même ville, est un footballeur bulgare.